# Daleiden
Daleiden (Doläiden et Doleeden en Luxembourgeois) est une municipalité allemande située dans le land de Rhénanie-Palatinat et l'arrondissement d'Eifel-Bitburg-Prüm.

## Géographie

### Quartiers
Bermichthof, Bommert, Burtdell, Falkenauel (Falkenol), Feder, Kalenbornerhof, Laarberg, Neuhof, Schwabert, Vor der Höh, Zingent, Zinglersseif.